# エミット・スミス
エミット・スミス（Emmitt James Smith III, 1969年5月15日 - ）は、フロリダ州・ペンサコーラ出身のアメリカンフットボールの元選手である。NFLのダラス・カウボーイズとアリゾナ・カージナルスでランニングバック(RB)として活躍した。
NFLでスーパーボウルを3回制し、また2002年10月27日にテキサス・スタジアムのシアトル・シーホークス戦でそれまでウォルター・ペイトンが保持していたNFLの生涯獲得ラッシングヤード記録を更新。彼の生涯獲得ラッシングヤード記録（18355ヤード）は、現在でも破られていない。また1993年、NFLの歴史で初めて同一シーズンでレギュラーシーズンMVP、年間最多ラッシングヤード、スーパーボウル勝利、スーパーボウルMVPの4つの名誉を勝ち取った。
ダラス・カウボーイズでの現役時代、スミスは当時のチームメートQBトロイ・エイクマン、WRマイケル・アービンと共に「トリプレッツ（The Triplets、三つ子）」と呼ばれ、1990年代のチームの黄金期を支えた。

## 経歴
1990年のNFLドラフト1巡目全体17位でダラス・カウボーイズに指名されて入団した。カウボーイズは前年の補足ドラフト1巡でスティーブ・ウォルシュを獲得したため、ドラフト1巡目指名権が残っておらず、ハーシェル・ウォーカーをミネソタ・バイキングスに放出した結果得たドラフト全体21位の指名権を、ピッツバーグ・スティーラーズとのトレードで獲得したものだった。ランニングバックにはテレンス・フラグラーがいたため、ジミー・ジョンソンは当初ディフェンスバックを獲得したがっていた。しかしダラスの指名権が回って来たときにはジョンソンが獲得したかった選手はすでに指名を受けていた。ジョンソンはスミスの欠点として背が低いこと、それほど速くないこと、ボールを持って走る際に左手に持ち替えること（ファンブルの可能性が高まる）などを理由に挙げてスミスを指名することには消極的だった。しかしハイスクール時代、フロリダ大学でのスミスを観察してきた1人のスカウトが彼はブロック、パスキャッチが上手く是非指名するべきだと主張したため指名された。1990年からカウボーイズのエースRBとなり、937ヤードを走り11タッチダウンをあげて、AP通信が選ぶ最優秀新人攻撃選手となった。
2年目の1991年には1563ヤードを走り初のNFLラッシングリーダーとなった。その後、1992年、1993年、1995年と5年間で4回、NFLラッシングリーダーとなった。
1993年には400万ドルを求める彼と240万ドルのオファーを出したカウボーイズとの契約交渉が難航し、開幕戦から2試合に欠場、その間デリック・ラシックが彼に代わり先発出場したがチームは2連敗した。
彼のチーム合流後チームは勝ち進み、第27回スーパーボウルを皮切りに3回スーパーボウルを制覇しており第28回スーパーボウルではMVPにも輝いた。
1993年にはランによる1試合のカウボーイズ記録となる237ヤードを走っている（この記録は2011年にデマルコ・マレーに更新された）。
1995年、ニューヨーク・ジャイアンツとの開幕戦では、4TDをあげてチームは35-0とマンデーナイトフットボールが1978年に始まって以来初めて完封勝利した。この年NFL記録となる25TDランをあげた。またカウボーイズ記録となる1773ヤードを走った。この記録は2014年、デマルコ・マレーが1845ヤードを走り更新した。
1991年から2001年まで11年連続で1000ヤードラッシャーとなった。
2002年10月27日にテキサス・スタジアムで行われたシアトル・シーホークス戦で、これまでウォルター・ペイトンが持っていたNFL通算ラッシングの記録を塗り替えた。
プロボウルには1990年から1995年までの6年連続、1998年、1999年の合計8回選出された。またオールプロにも1991年から1996年まで6年連続選出されている。

## プレイスタイル
インサイドランナーとしての耐久力、優れた視野、強靱なボディバランスを持ち、最も偉大なランニングバックの1人と考えられている。タックルの間をすり抜けることだけでなく、外側に走ってパスレシーブを行うことも上手かった。右利きであったがボールを運ぶ際には左手で抱えた。パスプロテクションにも秀でており、パスプロテクションの名手でチームメートだったフルバックのダリル・ジョンストンによるとスミスの方がパスプロテクションは上手かったという。
彼はしばしばデトロイト・ライオンズのバリー・サンダースと比較された。1990年代には2人で10年間のうち、8年ラッシングリーダーとなった。
タッチダウンセレブレーションでヘルメットを脱いだが、この行為は後に禁止された。

## NFL記録
- 5年連続ランで1400ヤード以上獲得、60回以上パスキャッチを同時に達成したのは彼が初めてである。
- NFLでルーキーシーズンから連続して7年間10タッチダウン以上を挙げたのは彼の他にジム・ブラウンとラディニアン・トムリンソンしかいない。
- 2001年に1021ヤードを走ったことで、NFL初の11年連続1000ヤードラッシャーとなった。
- NFL最多の4409回のラッシングアテンプト。
- NFL記録であるラッシング獲得18,355ヤード[14]。
- NFL記録のラッシングタッチダウン164回、パスレシーブによるものも含めた通算タッチダウン175回はジェリー・ライスの207回に次いで歴代2位。
- 総獲得ヤードは21,564ヤードであり、21,000ヤードを越えている選手は現在までにわずか4人。
- ポストシーズン記録も多く持っており、ラッシングタッチダウン19回、9試合連続タッチダウン、7試合連続ラン獲得100ヤード以上を記録している。
- 史上5人しかいない10000ヤード以上ランで獲得し、400回以上のパスレシーブをした選手である。
- プレースキッカーを除くと彼とジェリー・ライスだけが通算1000得点を記録している。
- ポストシーズンラン獲得1586ヤードは歴代トップであり、プレーオフ21タッチダウンはサーマン・トーマスと並んで歴代1位タイである。

## 引退
2005年2月3日、第39回スーパーボウルの3日前にフロリダ州ジャクソンビルで引退の記者会見を行い15年間の選手生活に別れを告げた。アリゾナ・カージナルズとの契約が打ち切られ、報酬なしで1日だけの契約をダラス・カウボーイズとの間で結んだ。
2006年、ダンシング・ウィズ・ザ・スターズの第3期に出場し優勝した。また人気番組のザ・レイチェル・レイ・ショーにも出演した。
2008年に彼は男性向けの髪のコマーシャルに元メジャーリーグベースボール選手のキース・ヘルナンデス、NBA選手のウォルト・フレイジャーと共に出演している。

## 私生活
2000年4月22日に元ミスバージニア州であるパトリシア・サウスオールと結婚した。2002年の3月15日には彼らの間にエミット・スミス4世が誕生している。彼らの間にはスミスの元ガールフレンドとの間の娘1人、サウスオールと前夫であるコメディアンのマーティン・ローレンスとの間に生まれた娘1人もいる。